# 體育獎狀
體育獎狀（葡萄牙語：Atribuição da Menção Honrosa Desportiva）是2006年12月13日澳門社會文化司司長崔世安批示，核准《體育獎狀頒發規章》，以及有關獎狀的式樣而設立的獎狀。
體育獎狀的頒發對象是：
1. 凡參加國際聯會及亞洲聯會認可或主辦的賽事、各類青少年分齡賽，並按該等賽事的比賽規章獲獎的澳門運動員或運動員隊伍；
2. 教練員或技術組，倘其運動員獲得上項所述的獎項時，也獲頒發體育獎狀。
3. 獲獎運動員的前任教練員或技術組，但需先得有關體育總會認同其貢獻與獲獎成績有直接關係。

體育獎狀是經由有關體育總會提出頒發體育獎狀建議，並交體育發展局核准。體育獎狀經體育發展局局長簽署後，由體育發展局頒發。

## 外部連結
- 體育獎狀頒發規章